# Idioptilon granadense
Az Idioptilon granadense a madarak osztályának a verébalakúak (Passeriformes) rendjébe és  a királygébicsfélék (Tyrannidae) családjába tartozó faj.

## Rendszerezés
Besorolása vitatott egyes rendszerezők, a Hemitriccus nembe sorolják Hemitriccus granadensis néven.

## Előfordulása
Bolívia, Kolumbia, Ecuador, Peru és  Venezuela területén honos. A természetes élőhelye szubtrópusi és trópusi hegyi erdők és cserjések.

## Alfajai
- Idioptilon granadense andinus (Todd, 1952)
- Idioptilon granadense caesius (Carriker, 1932)
- Idioptilon granadense federalis (Phelps & W. H. Phelps Jr, 1950)
- Idioptilon granadense granadensis (Hartlaub, 1843)
- Idioptilon granadense intensus (Phelps & W. H. Phelps Jr, 1952)
- Idioptilon granadense lehmanni (Meyer de Schauensee, 1945)
- Idioptilon granadense pyrrhops (Cabanis, 1874)[2]